# Sawyer (Dakota Północna)
Sawyer – miasto w Stanach Zjednoczonych, w stanie Dakota Północna, w hrabstwie Ward.